# PGC 2685828
LEDA/PGC 2685828 ist eine Galaxie im Sternbild Drache am Nordsternhimmel. Sie ist schätzungsweise 631 Millionen Lichtjahre von der Milchstraße entfernt und hat einen Durchmesser von etwa 60.000 Lichtjahren.
Im selben Himmelsareal befinden sich unter anderem die Galaxien PGC 41596, PGC 2684058, PGC 2686685, PGC 5098209.